# Pico de las Nieves
Pico de las Nieves (1949 m n.p.m.) – najwyższy szczyt Gran Canarii w hiszpańskim archipelagu Wysp Kanaryjskich; znajduje się w leżącym w centrum wyspy masywie górskim pochodzenia wulkanicznego. Jest to również najwyższy punkt prowincji Las Palmas i 32. pod względem wysokości góra na Wyspach Kanaryjskich.